# Psechrus insulanus
Espèce
Psechrus insulanus est une espèce d'araignées aranéomorphes de la famille des Psechridae.

## Distribution
Cette espèce est endémique de la province de Phang Nga en Thaïlande,. Elle se rencontre sur Ko Surin Nuea.

## Description
La carapace du mâle holotype mesure 8,5 mm de long sur 6,4 mm de large et l'abdomen 12,1 mm de long sur 4,3 mm de large.

## Étymologie
Son nom d'espèce lui a été donné en référence au lieu de sa découverte, une île.

## Publication originale
- Bayer, 2014 : Seven new species of Psechrus and additional taxonomic contributions to the knowledge of the spider family Psechridae (Araneae). Zootaxa, no 3826(1), p. 1-54.